# Австралия на зимних Олимпийских играх 1936
Австралия принимала участие в Зимних Олимпийских играх 1936 года в Гармиш-Партенкирхене (Германия) в первый раз за свою историю, но не завоевала ни одной медали. Страну на Играх представлял один конькобежец.

## Конькобежный спорт
Спортсменов - 1
| Спортсмен   | Вид    | Результат | Место |
| ----------- | ------ | --------- | ----- |
| Кен Кеннеди | 500 м  | 47,4      | 29    |
| Кен Кеннеди | 1500 м | 2.31,8    | 33    |
| Кен Кеннеди | 5000 м | 9.48,9    | 33    |